# Робер Молемски
Робер Молемски (на френски: Robert de Molesme) е християнски светец, основател на католическия Цистерциански орден през 1098.

## Биография
Свети Робер се ражда през 1028 в Шампан в знатно семейство. От ранни години проявява интерес към религията и на 15-годишна възраст постъпва в бенедиктински манастир край Троа. Бързо си спечелва уважение и авторитет и успява да стане приор. През 1068 е избран за абат на манастира Сен-Мишел-де-Тонер, но разочарован от разпуснатите порядки и отказът да се приемат неговите реформи през 1071 се връща в родния си манастир.
Около 1075, група отшелници, живеещи в Бургундия, се обърнали към папа Григорий VII с молба да основат нов манастир и да им изпратят влиятелен духовник за наставник. Папата се съгласява и им изпраща Робер Молемски, който избира за място на новата община селището Молем. Светецът поддържал в манастира строг ред и аскетизъм, рязко контрастиращ с разпуснатите нрави в повечето манастири по това време. Уставът на Свети Бенедикт стриктно се спазвал и вестите за новия благочестив манастир и неговия основател светец, бързо почнали да привличат множество монаси. Когато броят на братята прекалено много се увеличил, започнали да се появяват и първите раздори. Част от монасите били недоволни от строгия ред и свети Робер два пъти се опитвал да напусне манастира и да заживее като отшелник, но и двата пъти папски забрани го спирали.
Накрая през 1098, на седемдесетгодишна възраст, с разрешението на архиепископа на Лион, Робер напуска манастира с 20 свои последователи, за да основе нов, където да се спазват истинските християнски ценности. Рено, виконтът на Бон, дарява на монасите отдалечена долина, обрасла с гъста гора, където те основават абатство Сито (Abbaye de Cîteaux) или Цистерциум на латински. Счита се, че манастирът е основан на 21 март. Свети Робер става неговият първи абат и полага основите на новия орден на цистерцианците.
Лишени от своя просветен учител и наставник, монасите от манастира в Молем бързо се разкайват и отправят молби към папата да върне свети Робер при тях, като обещават да спазват неговите строги правила. Така светецът се връща в Молем, където остава до смъртта си на 17 април 1111. Папа Хонорий III го канонизира за светец през 1220. Първоначално денят на Свети Робер Молемски се отбелязва на 17 април, но по-късно е преместен на 29 април.